# Asabellides sibirica
Asabellides sibirica är en ringmaskart som först beskrevs av Wiren 1883.  Asabellides sibirica ingår i släktet Asabellides och familjen Ampharetidae. Det är osäkert om arten förekommer i Sverige. Inga underarter finns listade i Catalogue of Life.